# Haarnixengewächse
Die Haarnixengewächse (Cabombaceae) sind eine kleine Familie in der Ordnung der Seerosenartigen (Nymphaeales) innerhalb der Bedecktsamigen Pflanzen (Magnoliopsida).

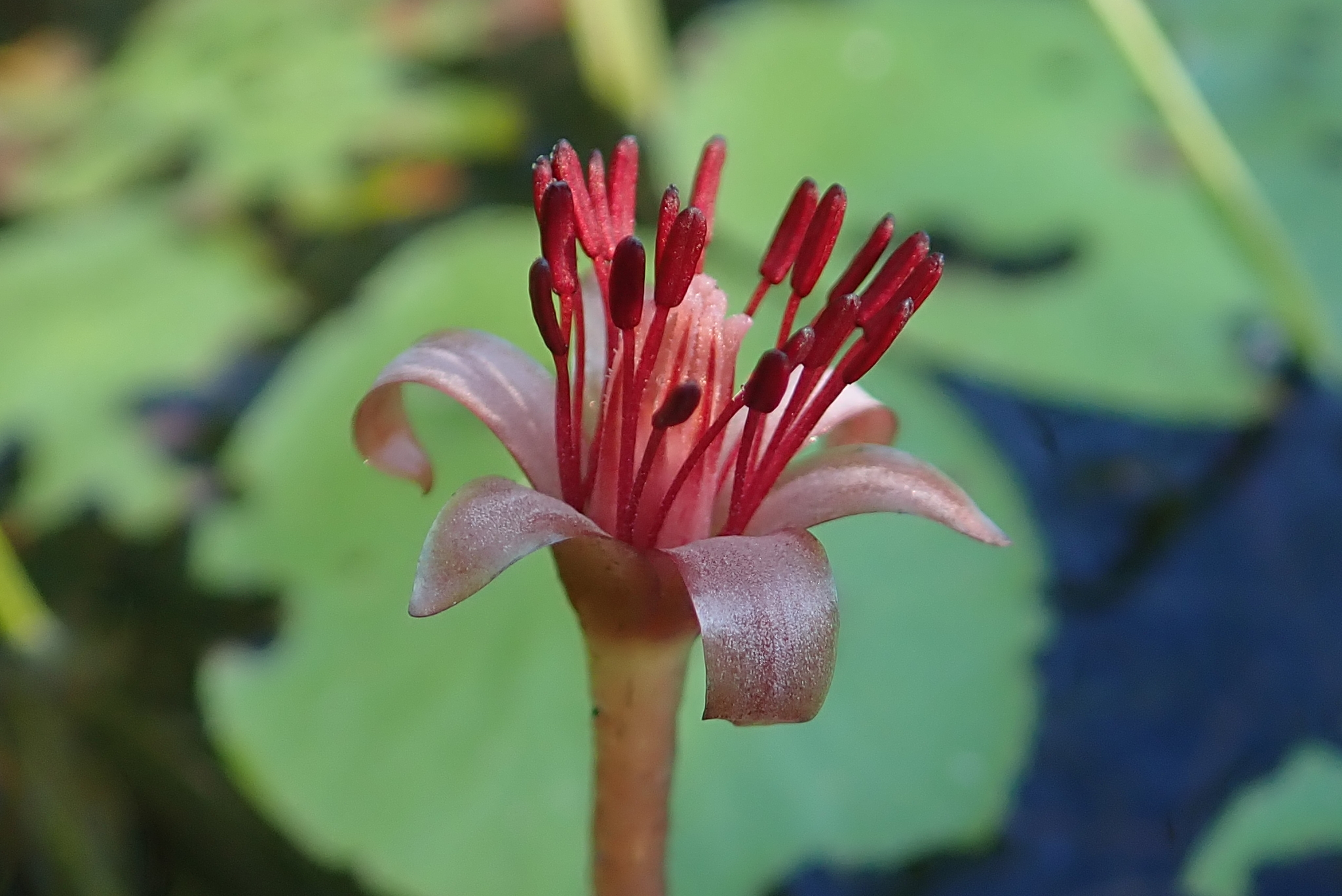
Wasserschild (Brasenia schreberi)

## Beschreibung

### Vegetative Merkmale
Alle Arten der Familie der Cabombaceae sind ausdauernde krautigen Pflanzen. Es sind Wasserpflanzen mit verzweigten Rhizomen, die alle im Gewässergrund mit adventiven Wurzeln verankert sind. Ein sekundäres Dickenwachstum findet nicht statt. In den Pflanzen kann je nach Art klarer oder farbiger Milchsaft vorhanden sein oder fehlen. Die schlanken Stängel sind verzweigt.
Als Laubblätter sind je nach Gattung: bei Brasenia nur Schwimmblätter, oder bei den heterophyllen Cabomba Unterwasser- und Schwimmblätter vorhanden. Die Blätter sind wechselständig und spiralig, zwei- oder vierzeilig; oder gegenständig angeordnet. Die Blattspreite ist oft herzförmig, einfach oder geteilt, bei einigen Arten schildförmig (peltat). Wenn die Blattspreite geteilt ist – das kommt nur bei Unterwasserblättern vor –, dann sind ihre Enden dichotom geteilt. Es sind keine Nebenblätter vorhanden.

### Generative Merkmale
Die Blüten stehen einzeln, seitenständig zwischen den Knoten (Nodien) auf langen bis kurzen Blütenstielen auf oder über dem Wasserspiegel. Die im Verhältnis zu den Seerosengewächsen (Nymphaeaceae) kleinen Blüten sind zwittrig, radiärsymmetrisch und dreizählig. Die Blüten sind überwiegend in Blütenblattkreise gegliedert (im Gegensatz zur nächsten verwandten Familie, den Nymphaeaceae, bei der die Blütenteile noch schraubig angeordnet sind); jedoch sind manchmal auch die Fruchtblätter oder die Fruchtblätter und Staubblätter spiralig angeordnet. Die Blütenhülle besteht aus zwei alternierenden Kreisen. Die drei höchstens wenig untereinander verwachsenen, also meist freien Kelchblätter sind kronblattähnlich. Die drei gelben, purpurfarbenen oder weißen Kronblätter besitzen zwei Nektarien; sie können genagelt sein. Es sind bei Cabomba drei bis sechs, bei Brasenia 12 bis 18 oder mehr (zentripetal sich entwickelnde), gleiche, freie, fertile Staubblätter vorhanden. Die Staubbeutel sind tetrasporangiat. Die Pollenkörner sind sulcat, manchmal trichotomosulkat und besitzen eine Apertur. Die ein bis 22, meist drei bis 18 (je nach Art) oberständigen Fruchtblätter (Karpelle) sind frei – ein ursprüngliches Merkmal –, allerdings mit jeweils nur wenigen (meist zwei bis drei; ein bis fünf) Samenanlagen. Die Blüten sind nur während des Tages geöffnet. Die Bestäubung bei Cabomba erfolgt durch Insekten (Fliegen, Entomophilie) und Brasenia ist windbestäubt.
Die von den Blütenhüllblättern umgebenen, ledrigen Früchte sind achänen- oder balgfruchtähnlich und enthalten ein bis drei Samen. Die Früchte können zu einer Sammelfrucht zusammengefasst sein. Die Samen besitzen ein kleines Endosperm. Es werden zwei fleischige Keimblätter (Kotyledonen) gebildet.

## Verbreitung
Sie sind weltweit in gemäßigten bis tropischen Gebieten verbreitet. In Europa sind sie seit der Eiszeit nicht mehr heimisch; Brasenia schreberi konnte in Bodenschichten für Europa nachgewiesen werden (D. W. Taylor et al. 2001 und M. L. Taylor et al. 2008).

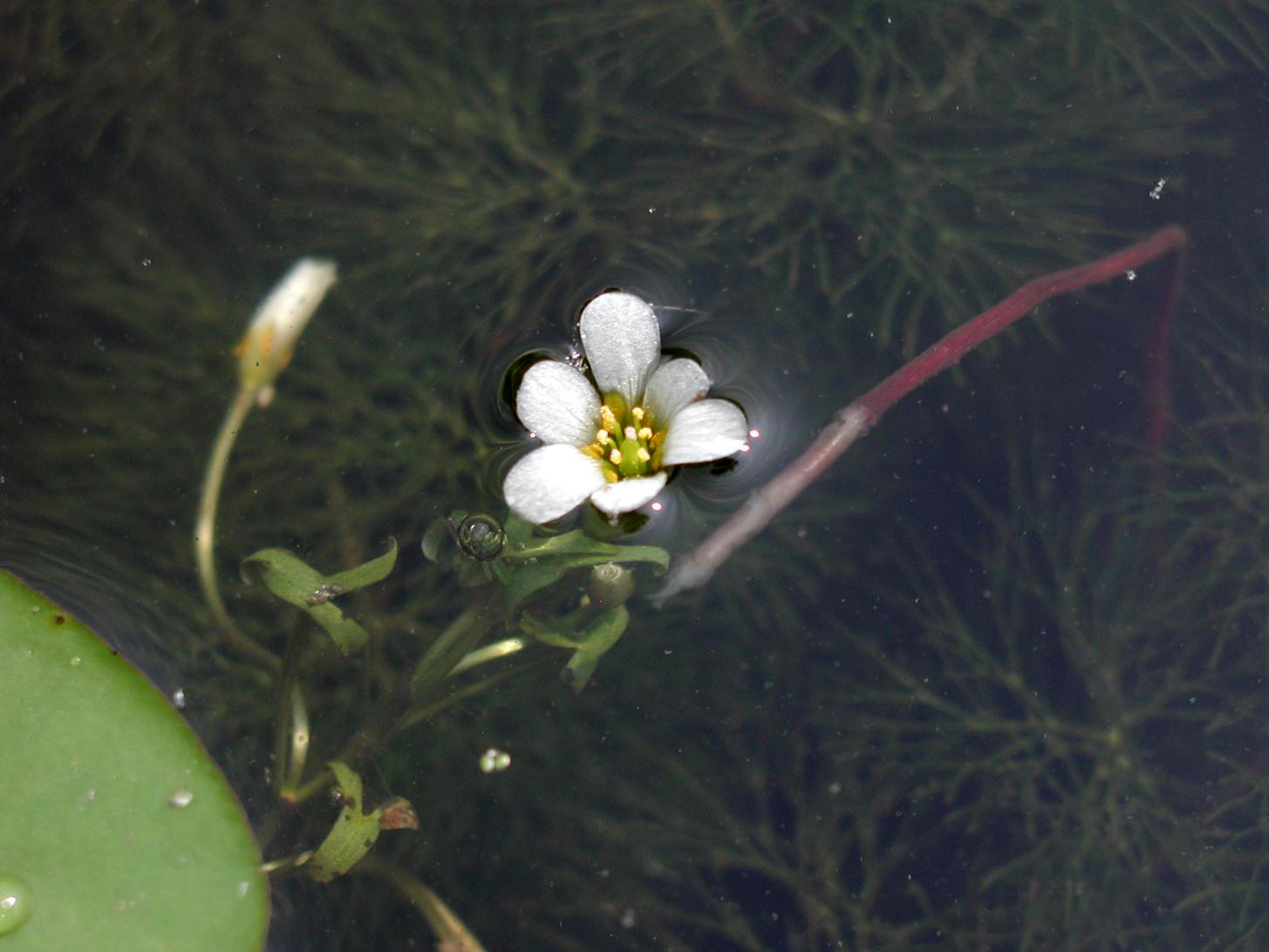
Karolina-Haarnixe (Cabomba caroliniana)

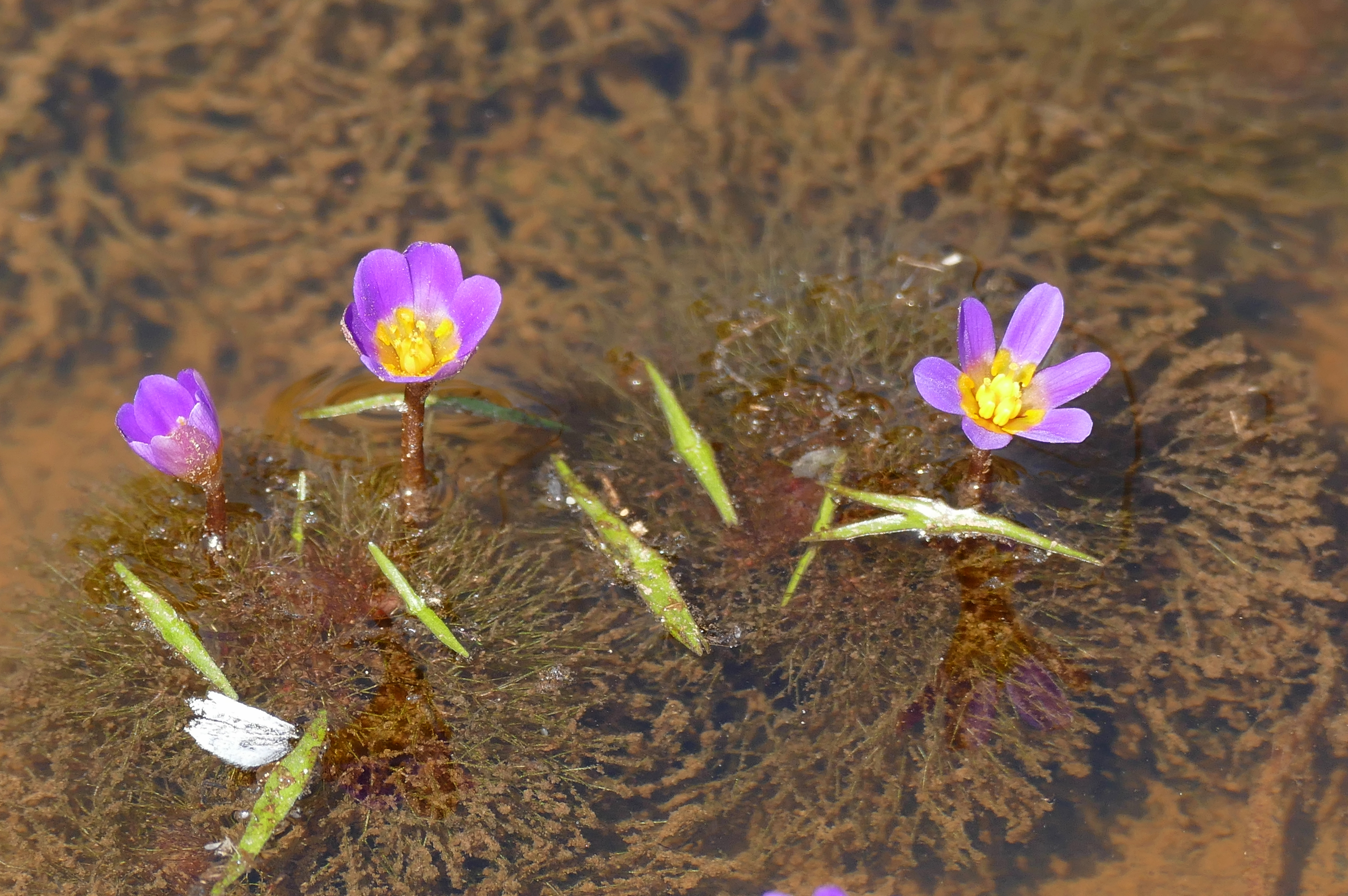
Gegabelte Haarnixe (Cabomba furcata)

## Systematik
Die Erstveröffentlichung des Familiennamens Cabombaceae erfolgte 1822 von Louis Claude Marie Richard in Achille Richard: Dictionnaire classique d'histoire naturelle, 2, S. 608. Typusgattung ist Cabomba Aubl. Ein Synonym für Cabombaceae Rich. ex A.Rich. ist Hydropeltidaceae Dumort. Beispielsweise bei Kuan Ke-chien in Flora Reipublicae Popularis Sinicae, Band 27, 1979, S. 5–6 war es noch eine Unterfamilie Cabomboideae innerhalb der Familie der Nymphaeaceae.
Zur Familie der Cabombaceae zählen zwei rezente Gattungen mit sechs Arten:
- Brasenia Schreb.: Es sind nur flutende wechselständigen Laubblätter vorhanden; sie sind einfach und schildförmig (peltat). Es sind meist 12 bis 36 (bis 51) Staubblätter vorhanden. Die Narben sind länglich. Mit der einzigen Art:
  - Wasserschild oder Schleimkraut[2] (Brasenia schreberi J.F.Gmel.): Heimat ist Afrika, subtropisches Asien, Amerika und Ostaustralien.
- Haarnixen[2] (Cabomba Aubl., Syn.: Hydropeltis Michx.): Die Unterwasserblätter sind gegenständig und geteilt. Während der Blütezeit sind flutende Blätter vorhanden; sie sind wechselständig, winzig und schildförmig. Es sind nur drei bis sechs Staubblätter vorhanden. Die Narben sind kopfig. Mit fünf Arten in der Neuen Welt.

Dazu gibt es fossile Gattungen dieser Familie:
- Pluricarpellatia peltata B.Mohr, Bernardes-de-Oliveira & David W.Taylor aus der frühen Kreidezeit Brasiliens[3]

## Nutzung
Wenige Arten werden als Aquarienpflanzen verwendet.
In China und Japan werden Pflanzenteile von Brasenia schreberi gegessen. Vor allem Blattknospen werden roh als Salat, auch in Gläsern eingemacht, gegessen. Die unterirdischen Pflanzenteile werden gegart gegessen. Aus den unterirdischen Pflanzenteilen wird auch eine Art Mehl produziert. Medizinische Wirkungen wurden untersucht.